# 玄以通

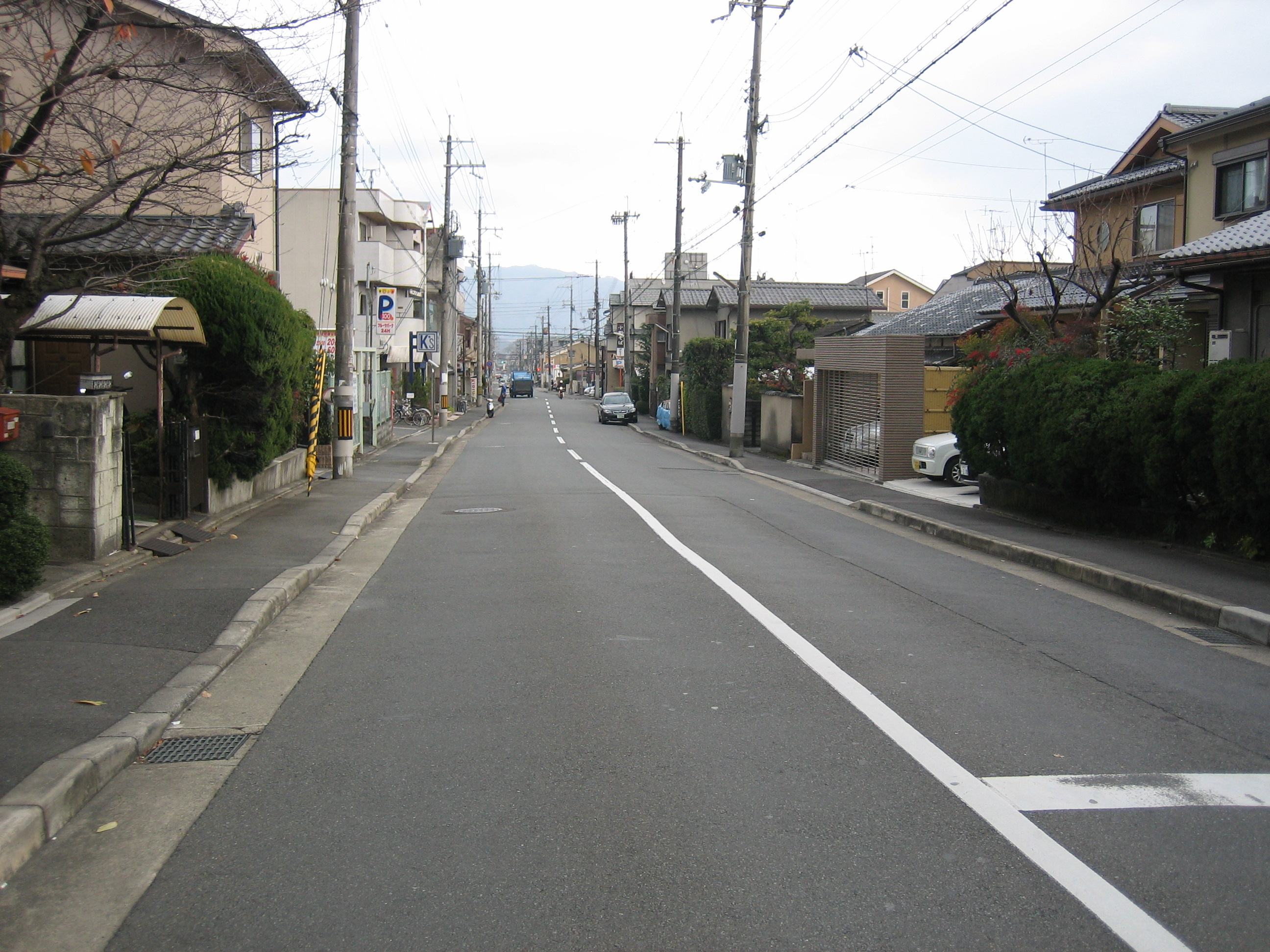
玄以通　紫竹北大門町から撮影

玄以通（げんいどおり）は、京都市北区を通る東西の通りの一つである。

## 概要
東は賀茂川（鴨川）に架かる上賀茂橋西詰の新町通、西は紫竹西通を、それぞれ起終点とする。東については、加茂街道を越え上賀茂橋を渡り、左京区を通る宝ヶ池通までを含めることもある。
全線を通じて2車線である。六間通と呼ばれた今宮通同様に、道幅が六間（約10.9m）で造られたため、上六間通（かみろっけんどおり、かみのろっけんどおり）とも呼ばれていた。京都市営バス西賀茂営業所管轄のバス路線が複数設定されているほか、紫竹地域の生活道路でもあるため、堀川通や加茂街道との交差点付近を中心に交通量は比較的多い。
紫竹西通との交差点には、交通量が多いにもかかわらず信号機が設置されていないため、車両での右左折時には注意を要する。

## 歴史
昭和期に実施された土地区画整理事業の東西方向の街路として整備された。
大徳寺通（紫竹街道）以東についてはおおむね1933年（昭和8年）前後までに竣工し、以西についても1960年代には整備が完了している。

## 名前の由来
加茂街道－新町通にかけて玄以通が横断する小山北玄以町など現在のいくつかの町名に玄以の名が含まれるが、これは上賀茂橋の西詰にかつて存在した賀茂玄以町に由来する。
賀茂玄以町は、大正7年の京都市編入時に編入前の愛宕郡上賀茂村大字上賀茂の字川原八丁と字隨念により成立し、昭和初期に実施された土地区画整理事業により、昭和10年から12年にかけて前述の小山北玄以町など小山と紫竹を冠する町名の区域に編成され残っていないが、玄以通の玄以はこの町名から採られたとされる。

## 沿線の主な施設
- 上賀茂橋
- 京都市立紫竹小学校
- 大宮交通公園
- 京都市宝が池公園運動施設球技場 （宝ヶ池通との交差点まで含めた場合）

## 交差する道路など
- 加茂街道
- 新町通
- 堀川通 （京都府道38号京都広河原美山線）
- 大宮通
- 船岡東通
- 紫竹西通